# Ksenia Rappoport
Ksenia (of Kseniya) Aleksandrovna Rappoport (Russisch: Ксения Александровна Раппопорт) (Leningrad, 25 maart 1974) is een Russische actrice.

## Biografie
Ksenia Rappoport werd in 1974 geboren in Leningrad (het huidige Sint-Petersburg), haar vader was Joods. Ze debuteerde in de cinema al op zestienjarige leeftijd. Ze studeerde in 2000 af aan de theaterschool, het Russische staatsinstituut voor podiumkunsten waarna ze aangenomen werd in de toneelgroep van het Malyj dramatičeskij teatr.
In 2008 won Rappoport de prijs voor beste actrice op het Russisch filmfestival Kinotavr voor haar rol in de film Yuryev den en in 2009 de prijs voor beste actrice op het filmfestival van Venetië voor haar rol in de film La doppia ora. 
Rappoport was gehuwd met de Russische zakenman Victor Tarasov, met wie ze een dochter heeft, actrice Darya Victorovna "Aglaya" Tarasova (geboren in 1994). Na haar scheiding hertrouwde ze met de Russische acteur Yuri Kolokolnikov en ze hebben samen een dochter (2011).

## Filmografie (selectie)
- 1991: Izydi! (Изыди!)
- 1997: Anna Karenina
- 1998: Tsvety kalendouly (Плачу вперёд!)
- 2001: Plachu vperyod! (Плачу вперёд!)
- 2004: Vsadnik po imeni Smert (Всадник по имени Смерть)
- 2006: La sconosciuta
- 2008: Kacheli (Качели)
- 2008: Yuryev den (Юрьев день)
- 2009: Italians
- 2009: La doppia ora
- 2010: Zolotoe sechenie
- 2010: Il padre e lo straniero
- 2011: Le roman de ma femme
- 2011: Dva dnya
- 2011: Raspoutine (tv-film)
- 2012: Golfstrim pod aysbergom
- 2014: Zimy ne budet
- 2014: La foresta di ghiaccio
- 2014: Il ragazzo invisibile

## Theater (selectie)
- 2001: De meeuw van Anton Tsjechov - Nina Zarechnaya
- 2002: Koning Oedipus van Sophocles
- 2003: Oom Vanja van Anton Tsjechov - Elena
- 2004: Antigone van Sophocles

## Prijzen en nominaties
De belangrijkste:
| Jaar | Prijs                    | Categorie     | Film           | Uitslag  |
| ---- | ------------------------ | ------------- | -------------- | -------- |
| 2009 | Filmfestival van Venetië | Beste actrice | La doppia ora  | Gewonnen |
| 2008 | Kinotavr                 | Beste actrice | Yuryev den     | Gewonnen |
| 2007 | David di Donatello       | Beste actrice | La sconosciuta | Gewonnen |